# Maria Franziska von Trapp
Maria Agatha Franziska Gobertina von Trapp (Zell am See, Salzburg, llavors part d'Àustria-Hongria, 28 de setembre de 1914 - Stowe, Vermont, 18 de febrer de 2014) va ser una cantant dins del seu grup familiar. Era la segona filla de Georg von Trapp i la seva primera esposa, Agathe Whitehead von Trapp. Formava part de la «Família Trapp», els membres de la qual van inspirar el musical i la pel·lícula The Sound of Music, que es traduí com a Somriures i llàgrimes, i en la qual era interpretada per Heather Menzies en el personatge de "Louisa". Va morir als 99 anys i va ser l'últim germà supervivent.

## Biografia
La família von Trapp havia fugit d'Àustria després de l'annexió alemanya, tement les represàlies derivades de la negativa a cantar a la festa d'aniversari de Hitler i del refús del pare, Georg von Trapp, a acceptar un encàrrec a la Kriegsmarine de l'Alemanya nazi.
Els seus germans eren Rupert von Trapp (1911–1992), Agathe von Trapp (1913–2010), Werner von Trapp (1915–2007), Hedwig von Trapp (1917–1972), Johanna von Trapp (1919–1994) i Martina von Trapp (1921–1951). Juntament amb els seus sis germans, pare i madrastra, Maria Augusta von Trapp, va formar part dels Trapp Family Singers, que van inspirar el musical de Broadway de 1959 i la pel·lícula guanyadora de l'Oscar de 1965 Somriures i llàgrimes. Von Trapp cantava la segona veu soprano al cor, juntament amb la seva germana Martina von Trapp.

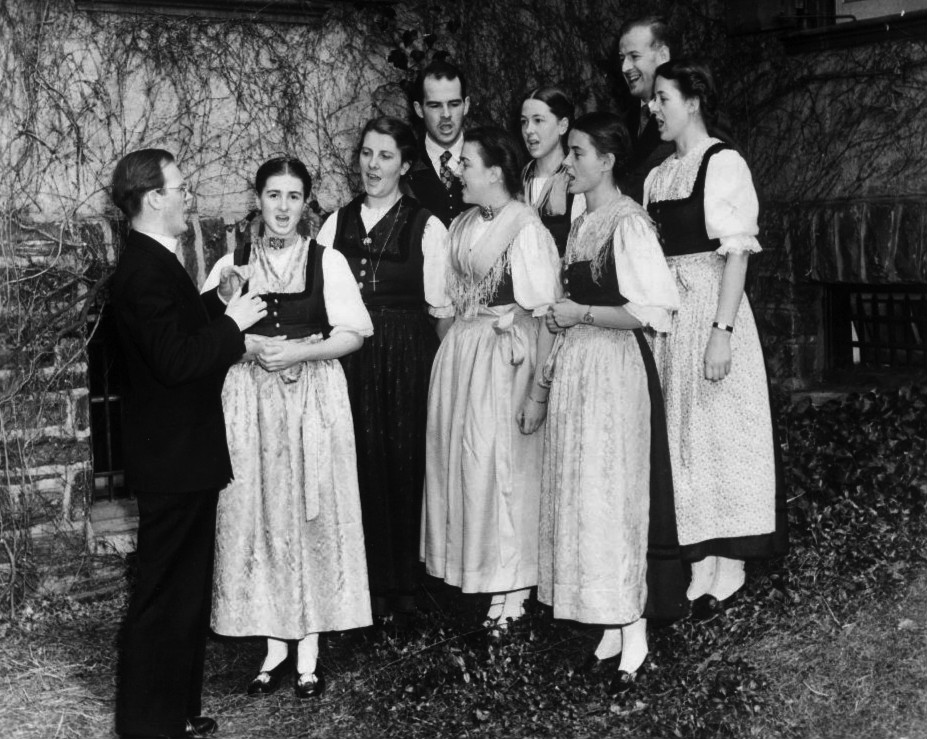
La família Trapp assajant abans d'un concert, prop de Boston, 27 de setembre de 1941.

Van emigrar als Estats Units el 1938, es van establir a Vermont el 1942 i van actuar per tot el país. El baró von Trapp va morir el 1947. Maria Franziska es va convertir en ciutadana dels Estats Units naturalitzada el 1948 i va viure a l'alberg de la seva família a Stowe, Vermont. La família va continuar de gira fins al seu darrer concert el 26 de gener de 1956, moment en què Maria Franziska i la seva madrastra es van convertir en missioneres laiques a Papua Nova Guinea, on Maria Franziska va adoptar un fill, Kikuli Mwanukuzi.
Del 22 de juliol de 2008 al 27 de juliol de 2008, va visitar la seva casa d'infantesa a Salzburg i el seu lloc de naixement a Zell am See. L'acompanyaven alguns membres de la seva família i allà en retrobaren d'altres.
Va ser l'última supervivent dels set fills originals de von Trapp. Un dels germans, fruit del segon matrimoni del seu pare, encara vivia, però no apareixia a Somriures i llàgrimes.